# Phetchaburi
Phetchaburi (Thai: เพชรบุรี, ausgesprochen: [pʰétt͡ɕʰáʔbùʔriː], umgangssprachlich [pʰétbùʔriː], übersetzt: „Diamantenstadt“) ist die Hauptstadt des Landkreises (Amphoe) Mueang Phetchaburi und der Provinz Phetchaburi. Die Provinz Phetchaburi liegt im südwestlichen Teil der Zentralregion von Thailand.

## Lage
Phetchaburi liegt inmitten hoher Bergketten etwa zehn Kilometer von der Mündung des Maenam Phetchaburi in den Golf von Thailand entfernt und etwa 170 Kilometer südwestlich von der Landeshauptstadt Bangkok.
Der wichtigste Fluss im Landkreis ist der Phetchaburi-Fluss, der sich zum Meer in drei Arme aufteilt: Bang Tabun Noi, Bang Tabun Yai und Bang (Ban) Laem. Er kann aber nicht von größeren Booten oder gar Schiffen befahren werden.

## Verkehr

### Straßenverkehr
Phetchaburi liegt an der Nationalstraße 4 (Thanon Phetkasem). Mit dem PKW oder dem Bus beträgt die Fahrzeit nach Bangkok etwa 2 Stunden.

### Schienenverkehr
Petchaburi besitzt einen Bahnhof an der Südbahn, die Bangkok mit Malaysia verbindet.

## Geschichte
Phetchaburi hat eine lange und reiche Vergangenheit. Ursprünglich war Phetchaburi wohl eine Siedlung der Mon (8. Jahrhundert). Im Zuge der Ausbreitung der Khmer wurde die Stadt im 11. Jahrhundert zu einem religiösen Zentrum. Nachdem König Ramkhamhaeng Phetchaburi den Khmer entrissen hatte und dem Königreich Sukhothai einverleibt hatte, kam sie nach dessen Niedergang zum Königreich Ayutthaya. Eine bizarre Unterbrechung der Geschichte erfuhr die Stadt mit der Einnahme durch japanische Piraten 1610, die sich für unabhängig erklärten. Vor ca. 200 Jahren lag die Stadt nahe am Meer, wurde aber durch die starke Sedimentation des Maenam Phetchaburi vom Meer abgetrennt.
Anfang des 19. Jahrhunderts existierte eine schwache Befestigung aus Holz, die zusammen mit der siamesischen Besatzung zum Schutz gegen die Birmanen diente. Zu jener Zeit gab es des Öfteren Streit zwischen der Bevölkerung von Phetchaburi und der Garnison, die sich anscheinend zu massiv versorgen ließ. Die Regierung in Bangkok ermahnte die Soldaten deshalb, keinen Streit zu schüren.
1831 und 1832 sandte die Regierung Männer aus Phetchaburi nach Songkhla, um gegen Aufständische aus Pattani zu kämpfen.

## Sehenswürdigkeiten
- Phra Nakhon Khiri – Königspalast von König Mongkut auf dem 95 m hohen Berg Khao Wang; erbaut 1853/1860 in europäisch-neoklassizistischen Stil für die astronomischen Forschungen des Königs. König Chulalongkorn nutzte den Palast häufig für den Empfang von Staatsgästen. Heute ist der Palast ein Museum für archäologische und Kunst-Objekte. – Auf dem westlichen Hügel des dreihügeligen Berges befindet sich der Palast (mit Tempel und Observatorium); auf einem mittleren Hügel ein weißer Chedi, und auf dem nordöstlichen Hügel der Tempel Wat Phra Kaeo Noi (in Thai: วัดพระแก้วน้อย) mit einem dunkelrot gestrichenen Prang.
- Phra Ram Ratchaniwet Palace (in Thai: พระราม ราชนิเวศน์) – im Volksgebrauch einfach Ban Puen Palace (วังบ้านปืน) genannt (und gelegentlich auch als Phra Ratchawang Ban Peun bezeichnet) – ist eine Palastvilla, die König Chulalongkorn kurz vor seinem Tode 1910 in Auftrag gegeben hatte. Sie liegt im Südosten des Stadtgebiets von Phetchaburi, innerhalb einer militärischen Anlage. Das um 1916 fertiggestellte Art-déco-Gebäude des deutschen Architekten Karl Döhring erinnert von ferne an die Theaterbauten eines Oskar Kaufmann, die in jenen Jahren in Deutschland sehr populär waren. Ein grün gekacheltes, schneckenartig gebautes Treppenhaus, von Säulen getragen und von einer teilweise verglasten Kuppel überspannt, ist der Blickfang des Gebäudes; das Esszimmer im Obergeschoss ist dagegen mit gelben Kacheln ausgekleidet.
- Wat Yai Suwannaram (Thai: วัดใหญ่สุวรรณาราม) – der schönste buddhistische Tempel der Stadt. Sehenswert: der Viharn aus dem 17. Jahrhundert mit Wandmalereien aus der Ayutthaya-Zeit, alte Bibliothek (Hor Trai) auf Stelzen in malerischem See mit vielen Fischen, ...
- Wat Ko Kaeo Sutharam – Klosteranlage (Wat) am Flussufer des Maenam Phetchaburi, auf Pfählen errichtet und seit Jahrhunderten kaum verändert, Wandmalerei eines Jesuiten im Gewand eines buddhistischen Mönchs.
- Wat Mahathat Worawihan (Thai: วัดมหาธาตุวรวิหาร) – Klosteranlage in Ayutthaya-Stil mit schlankem, zentralem Prang, der das alte Stadtbild überragt.
- Wat Khamphaeng Laeng (Thai: วัดกำแพงแลง) – verfallene Kloster-Ruine der Khmer mit Steinmauer und Laterit-Prang aus der Zeit Jayavarmans VII. (12. Jahrhundert). Einer der Prang umschließt einen Fußabdruck des Buddha.
- Tham Khao Luang (ถ้ำเขาหลวง) — Tropfsteinhöhle etwa 3 Kilometer nördlich des Stadtzentrums von Phetchaburi. In der Höhle ist eine Reihe von sitzenden Buddhafiguren und eine zentrale Buddhastatue aufgestellt. Zu bestimmten Zeiten fällt das Sonnenlicht in die Höhle, wodurch ein besonderer Lichteindruck entsteht

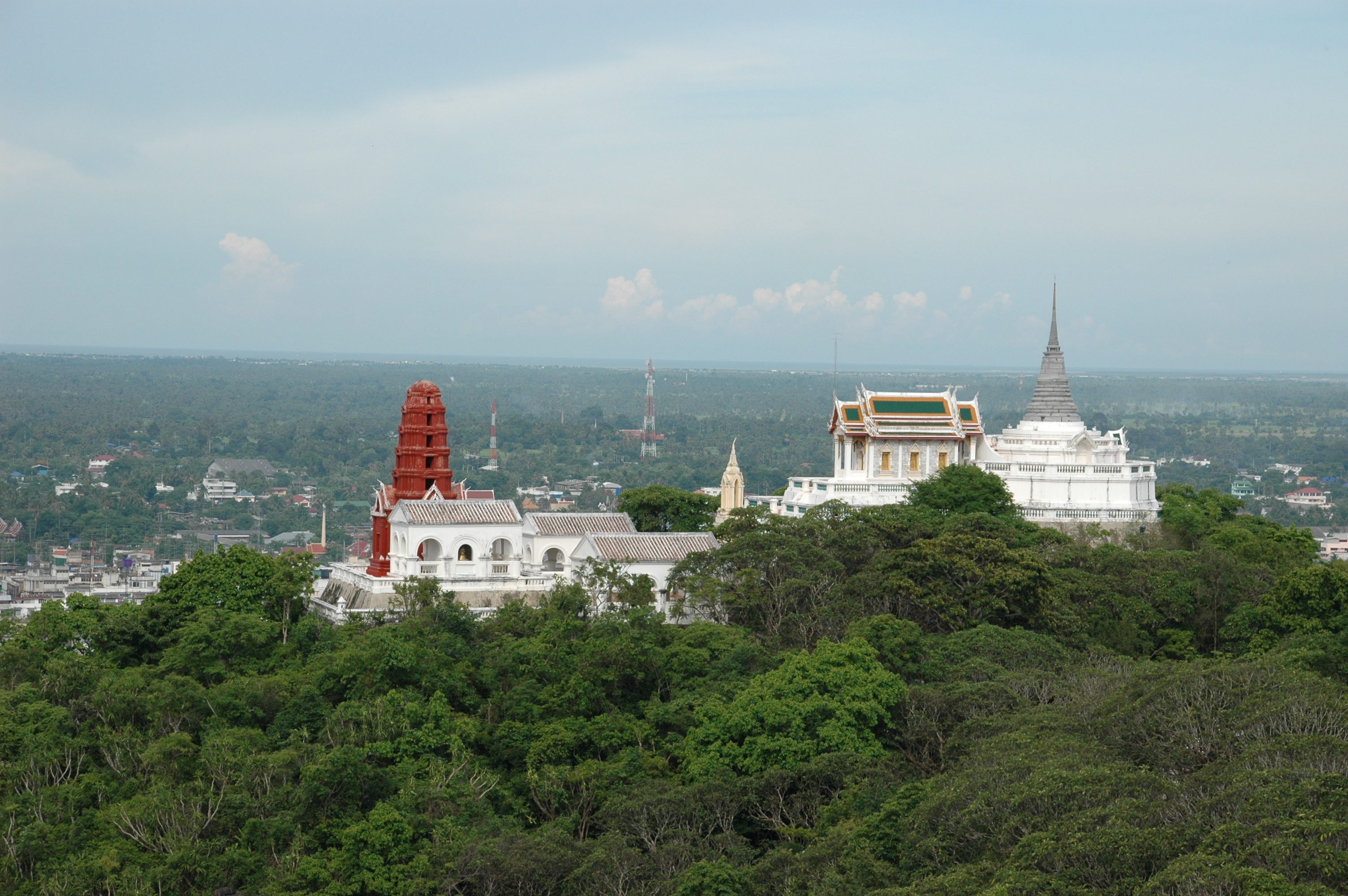
Wat Phra Kaeo Noi auf dem Khao Wang
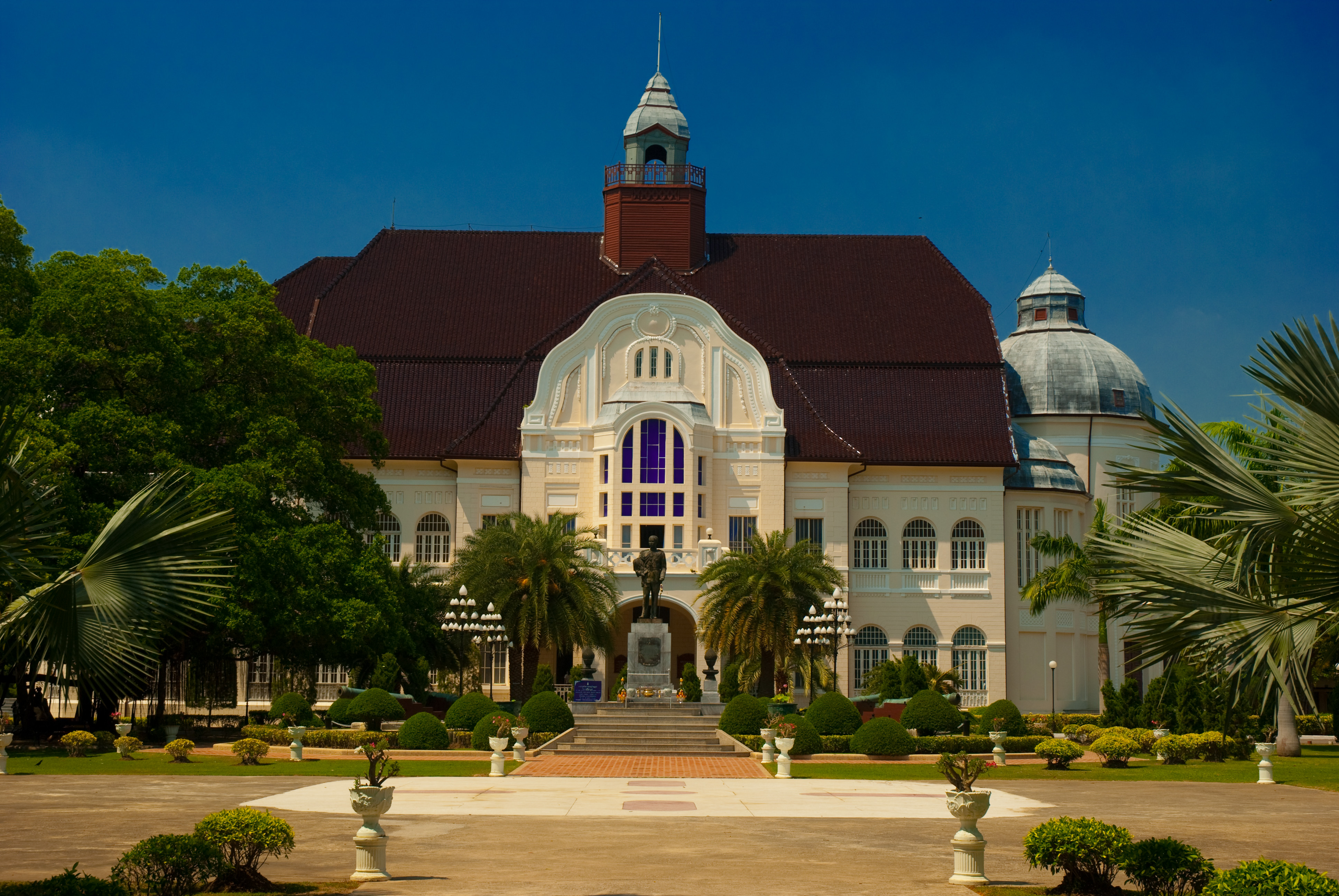
Phra Ram Ratchaniwet Palace
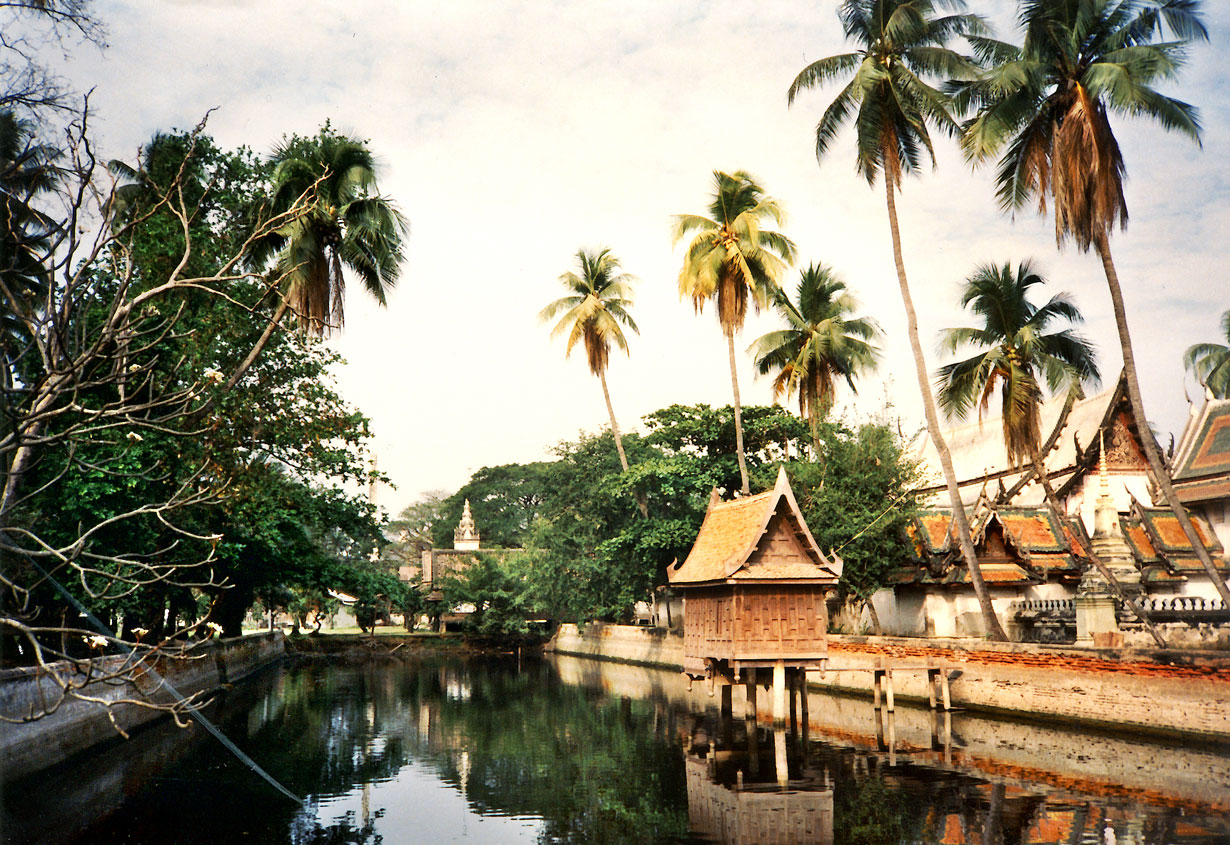
Wat Yai Suwannaram
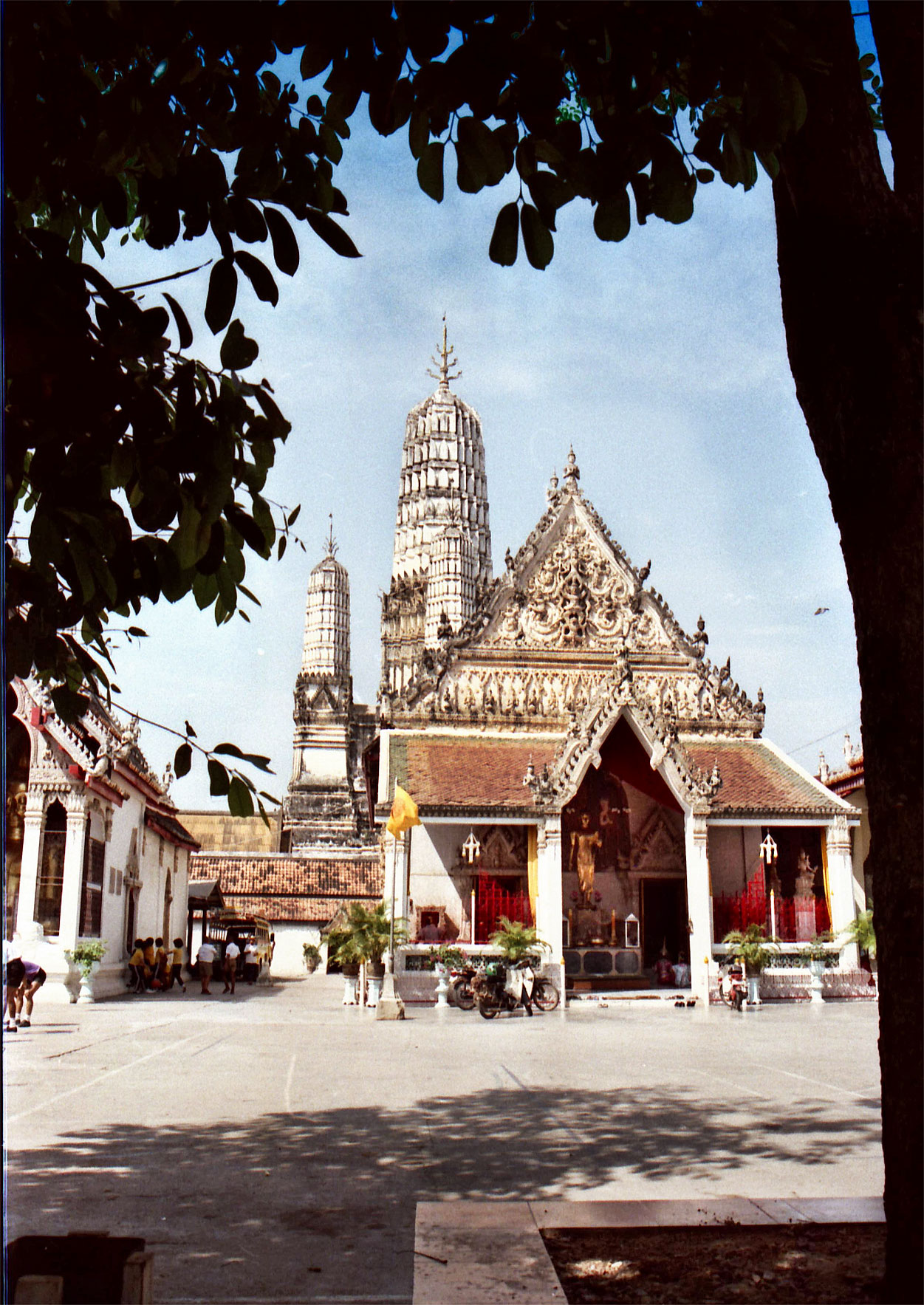
Wat Mahathat
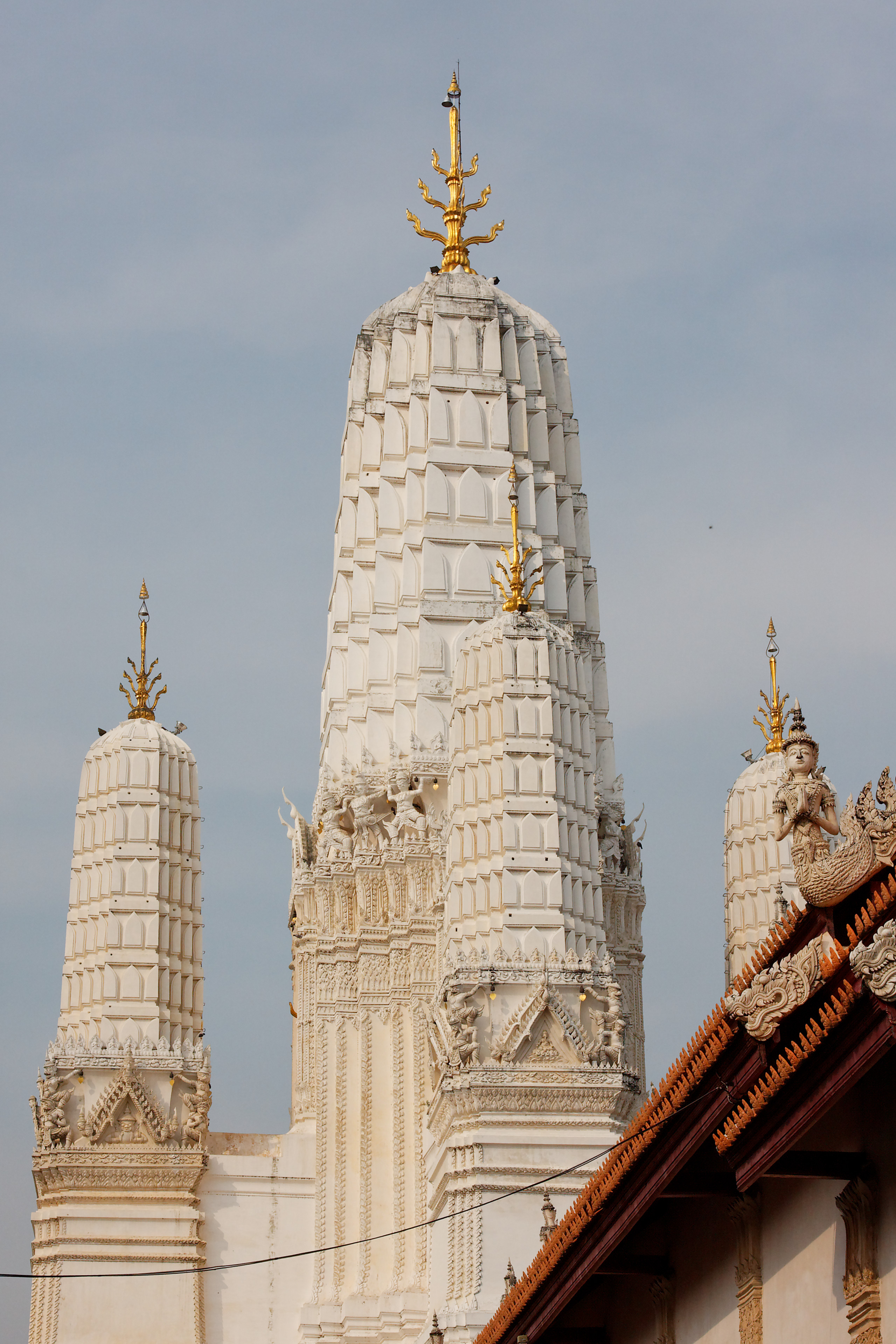
Prang des Wat Mahathat
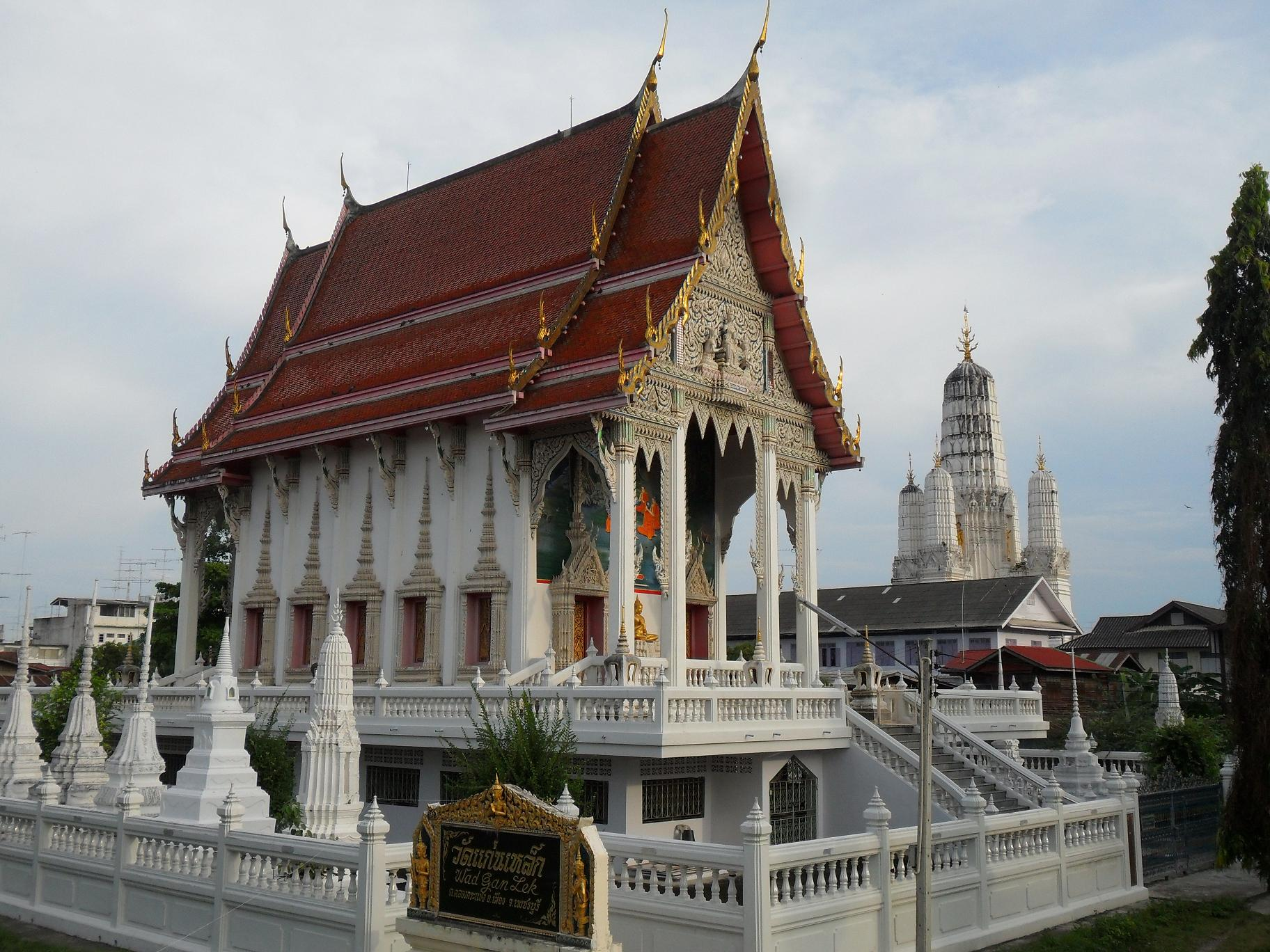
Wat Kaen Lek, im Hintergrund Prang des Wat Mahathat
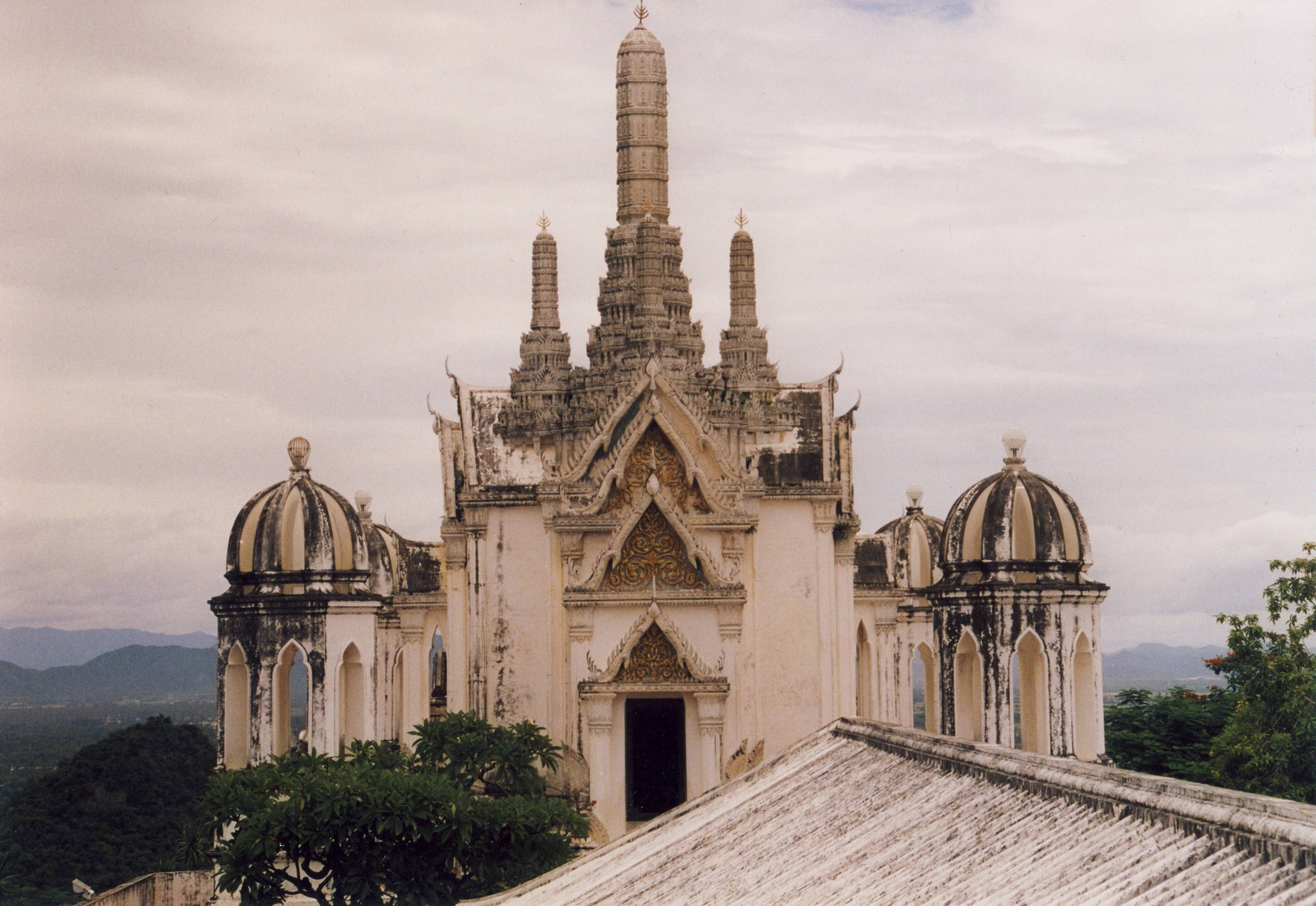
Phra Thinang Wechayan Wichien Prasat auf dem Khao Wang
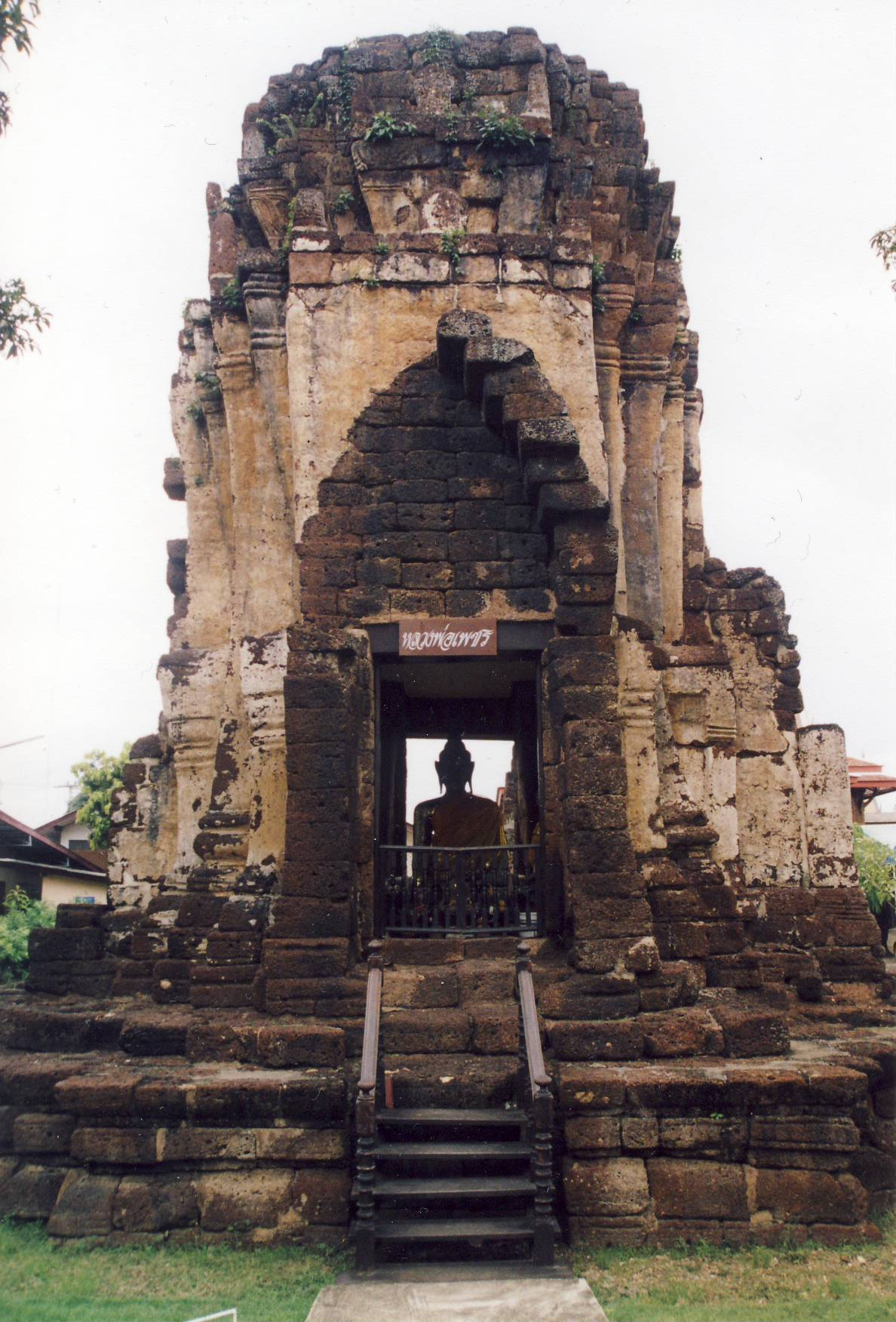
Prang im Wat Khamphaeng Laeng
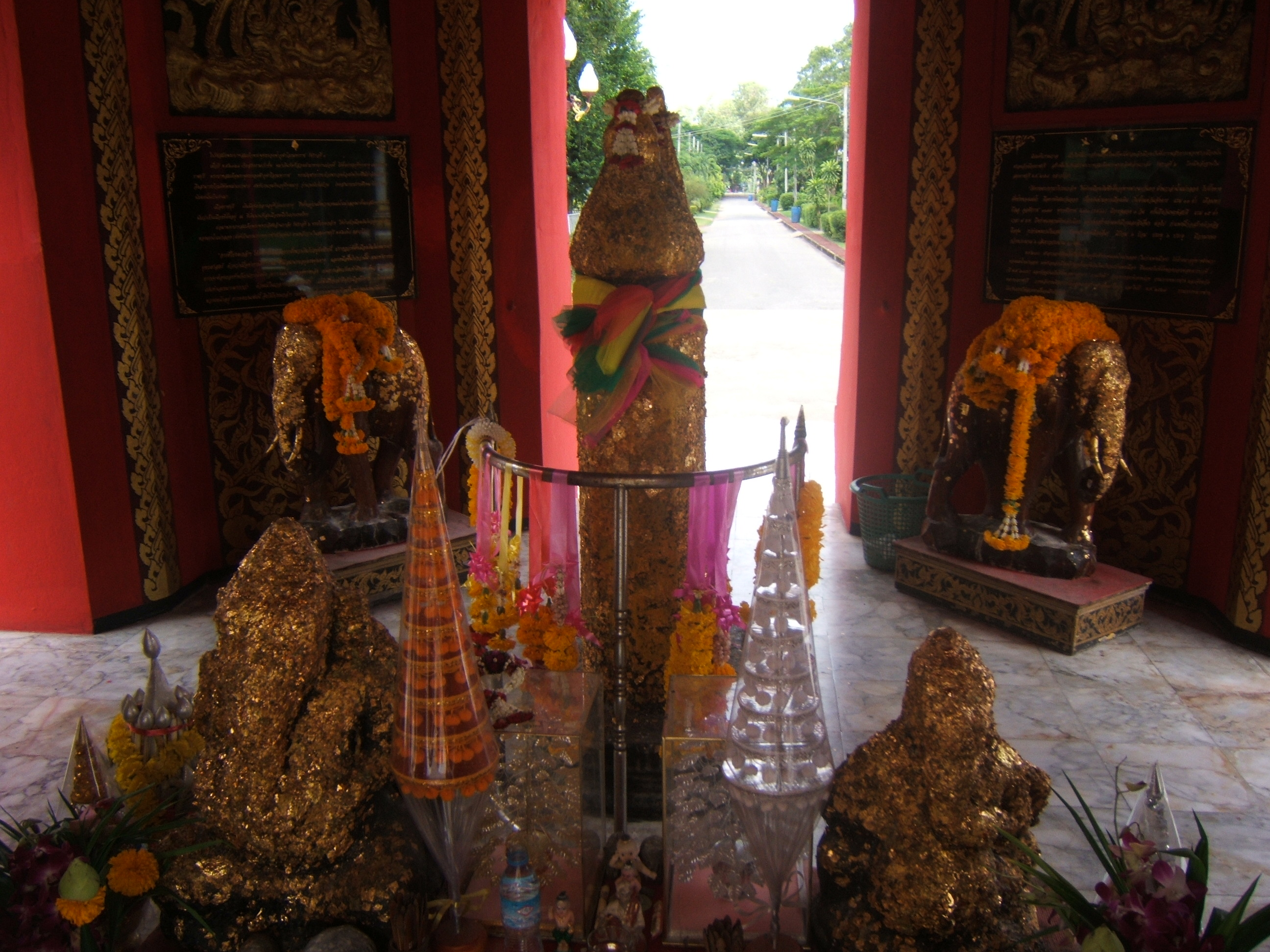
Sao Lak Mueang von Phetchaburi
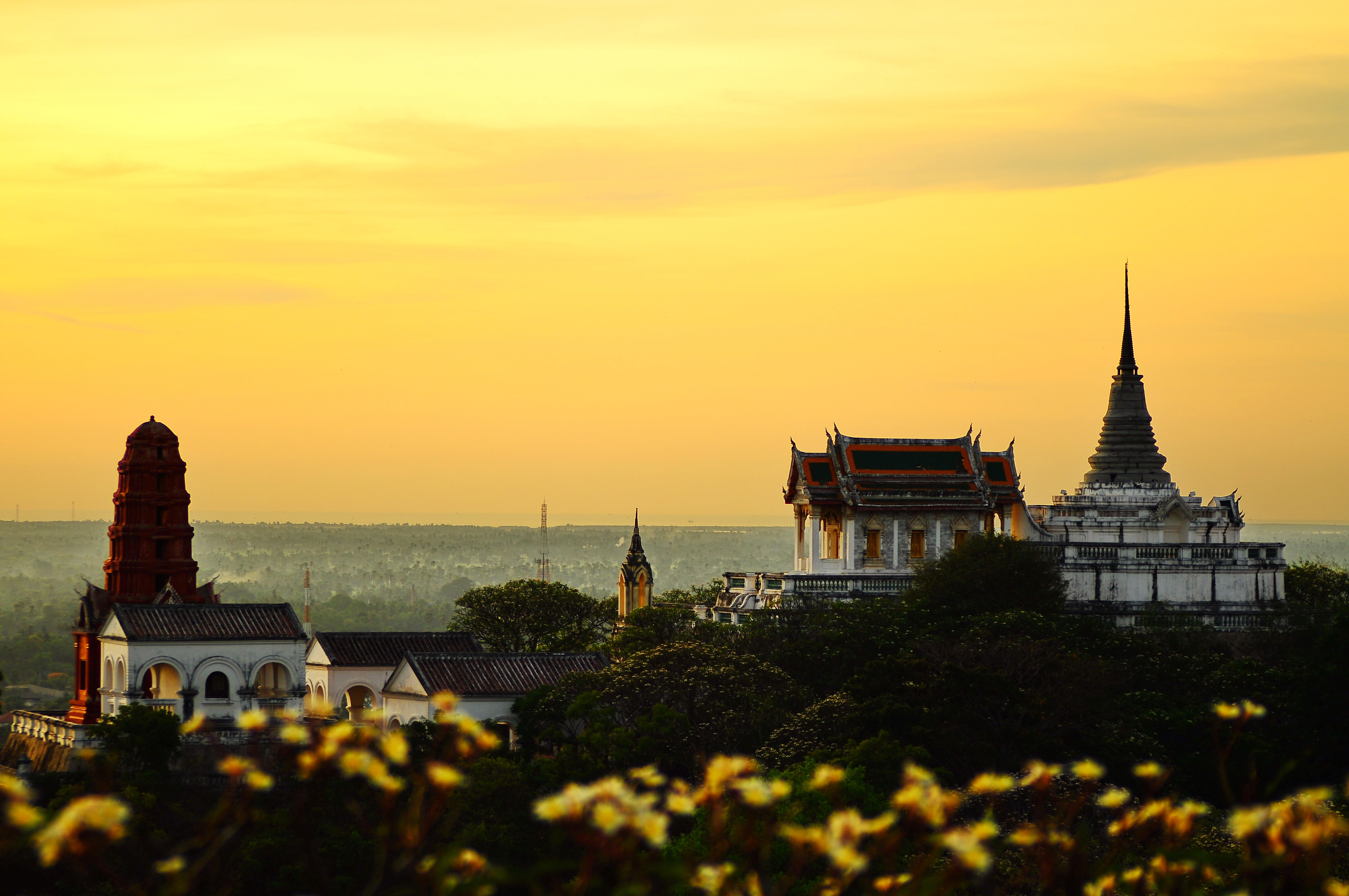
Wat Phra Kaeo Noi
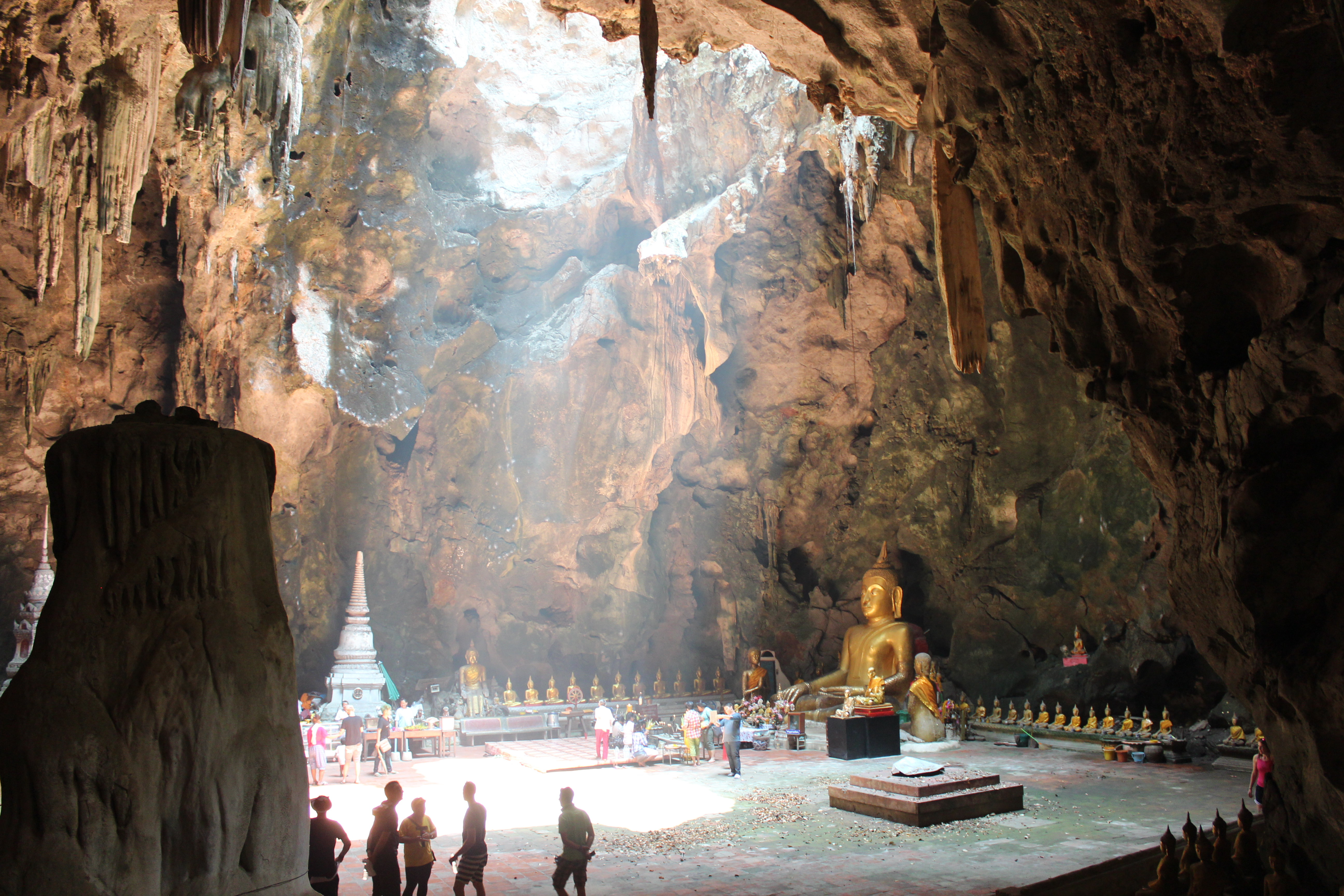
In der Höhle Tham Khao Luang

## Persönlichkeiten
- Kritsakorn Kerdpol (* 1985), Fußballspieler